# Václav Drobný
Václav Drobný (9. září 1980 v Mělníku – 28. prosince 2012, Hradec Králové) byl český profesionální fotbalový obránce, odchovanec Sparty Praha, mistr Evropy hráčů do 21 let z roku 2002. Byl otcem Sebastiana, matkou syna je namibijská modelka Ndeshi Panda Nangolo.
Od března 2013 po něm pojmenoval Pražský fotbalový svaz cenu fair play (Fair play Václava Drobného).

## Klubová kariéra
S fotbalem začínal v Odoleně Vodě, poté přestoupil jako žák do Sparty, kde působil do 18 let. V letech 1998–2002 hájil barvy prvoligových Blšan. Díky úspěchu na ME hráčů do 21 let v létě 2002 (ČR získala titul) následovalo působení v zahraničí – ve francouzském Racing Štrasburk vedeným tehdy českým trenérem Ivanem Haškem. Zde se mu dařilo, zlom přišel v roce 2003, kdy měl pozitivní dopingový nález na zakázanou látku morfin. Případ se vlekl, než Francouzská fotbalová federace rozhodla, že nebude potrestán.
Poté odešel na hostování do anglické Aston Villy, zde se ovšem výrazněji neprosadil. V létě roku 2005 přišla nabídka z pražské Sparty a vrátil se zpátky do Čech. V týmu vydržel jen pár dní, Sparta ho okamžitě poslala na hostování do Jablonce. Vzhledem k dobrým výkonům v lednu 2006 si ho Sparta vzala zpět. Herní krize týmu na jaře roku 2007 měla za následek přeřazení do B-týmu a následné neprodloužení smlouvy. V létě roku 2007 přestoupil do německého klubu FC Augsburg. Zde vydržel jeden rok a následoval další přestup, do Spartaku Trnava. Zde ho trápily zdravotní problémy, v červnu 2009 se proto domluvil na předčasném ukončení hráčské smlouvy. Poslední profesionální tým, kterým prošel, byl FK Bohemians Praha.
Podnikal, provozoval bistro Sebastian na pražském Smíchově , avšak na fotbal nezanevřel. Stal se hrajícím trenérem pražského klubu SK Třeboradice, který hrál Pražský přebor. Současně spolukomentoval fotbal v České televizi.
Zemřel 28. prosince 2012 v Hradci Králové na následky těžkého poranění, které utrpěl při nočním bobování na červené sjezdovce ve Špindlerově Mlýně po nárazu do stromu.

## Reprezentační kariéra
Václav Drobný nastupoval v mládežnických reprezentacích České republiky. Byl součástí výběrů do 15, 18, 20 a 21 let. V létě 2002 byl členem týmu do 21 let, který získal titul mistra Evropy. Platnost jeho působení nejlépe dokumentuje skutečnost, že se stal kapitánem týmu.
V A-mužstvu ČR se objevil ve dvou přátelských zápasech, proti Itálii a Japonsku (viz tab. níže).

### Reprezentační zápasy a góly
| Rok    | Zápasy | Góly |
| ------ | ------ | ---- |
| 2000   | 4      | 0    |
| 2001   | 11     | 1    |
| 2002   | 2      | 0    |
| Celkem | 17     | 1    |

| Rok    | Zápasy | Góly |
| ------ | ------ | ---- |
| 2004   | 2      | 0    |
| Celkem | 2      | 0    |

Zápasy Václava Drobného v A-mužstvu České republiky (podrobně) 
| Záp. č. | Datum       | Stadion             | Utkání           | Výsledek | Soutěž          | Min. | Góly |
| ------- | ----------- | ------------------- | ---------------- | -------- | --------------- | ---- | ---- |
| 1       | 18. 2. 2004 | Palermo, Itálie     | Itálie - Česko   | 2:2      | přátelský zápas | 45   | 0    |
| 2       | 28. 4. 2004 | Letná, Praha, Česko | Česko - Japonsko | 0:1      | přátelský zápas | 10   | 0    |

Góly Václava Drobného v české reprezentaci do 21 let 
| Gól č. | Datum       | Stadion                        | Soupeř    | Skóre (min.) | Výsledek | Soutěž                     |
| ------ | ----------- | ------------------------------ | --------- | ------------ | -------- | -------------------------- |
| 1      | 5. 10. 2001 | Stadion Na Stínadlech, Teplice | Bulharsko | 7:000(69.)   | 8:0      | kvalifikace na ME U21 2002 |